# Juge d'instruction

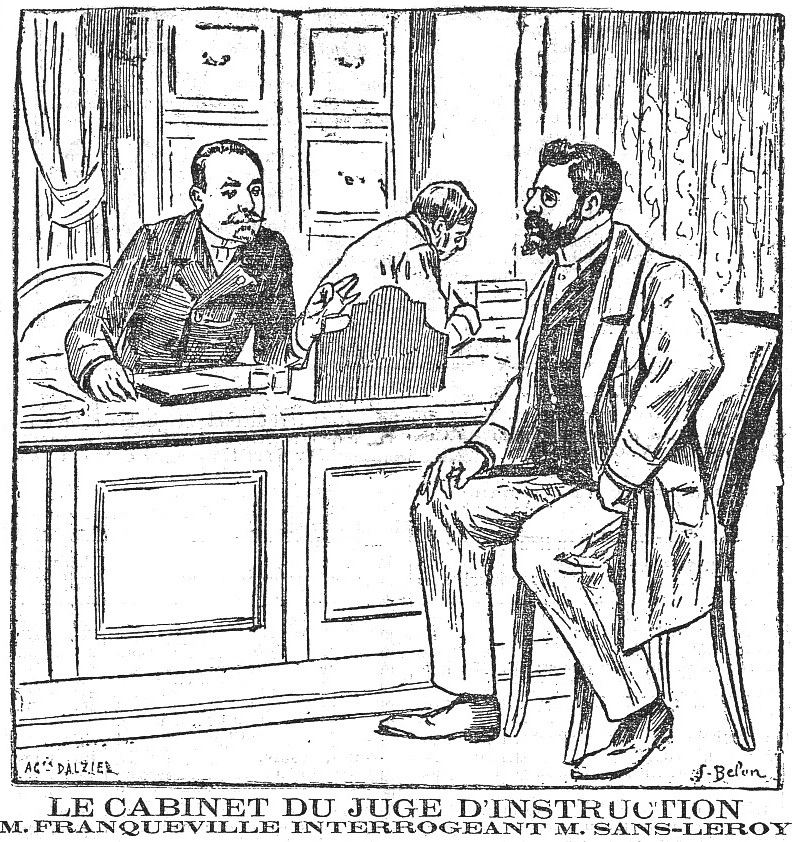
"Le cabinet du juge d'instruction. M. Franqueville interrogeant M. Sans-Leroy" 1892

Dans la procédure pénale, le juge d'instruction est un magistrat chargé de l'instruction judiciaire.
Son rôle varie entre les pays qui utilisent le système de la procédure inquisitoire en droit pénal. Il tend à disparaître et ses compétences reprises directement par le Ministère public, qui représente l'accusation au nom de l'État.

## Par pays
L’usage du juge d’instruction a diminué en Europe au fil du temps. L’Espagne, la France, la Croatie, les Pays-Bas, la Belgique et la Grèce comptent parmi les pays ayant conservé cette pratique. Toutefois, dans tous ces États, le rôle du juge d’instruction a été réduit, avec une tendance générale à limiter son intervention aux seuls « crimes graves ou affaires sensibles », ou à partager ses compétences avec le ministère public,. La Suisse, l’Allemagne, le Portugal et l’Italie ont tous aboli le système du juge d’instruction,.

### En Suisse
Avant 2011, la Suisse connaissait quatre modèles distincts d’instruction pénale : les modèles juge d’instruction I et II et les modèles ministère public I et II,. Différents cantons suisses appliquaient différents modèles. Selon le modèle « juge d’instruction I », un juge d’instruction indépendant dirige directement l’enquête, le ministère public n’étant alors qu’une partie à la procédure et ne dispose en conséquence d'aucun pouvoir d'instruction. Dans le modèle « juge d’instruction II », le juge d’instruction et le ministère public dirigent conjointement la procédure préliminaire ; « le juge d’instruction n’agissait pas de manière indépendante, mais était lié par les instructions du ministère public. », Le modèle « ministère public I » s’inspire quant à lui du système français en plusieurs étapes, dans lequel (1) le ministère public dirigeait d’abord l’enquête menée par la police judiciaire avant de transmettre l’affaire au juge d’instruction indépendant ; (2) le juge d’instruction procédait à une instruction indépendante du ministère public ; et (3) à l’issue de l’instruction du juge d’instruction, l’affaire était renvoyée au ministère public, qui décidait en dernier ressort « s’il fallait engager des poursuites ou classer l’affaire » Enfin, dans le modèle «  ministère public II », le juge d’instruction était totalement absent : le ministère public est directement la direction de la procédure, même au stade préliminaire », et ainsi responsable de la conduite de l’enquête et de l’instruction, de la décision d’inculper ou non, ainsi que de l’exercice de l’action pénale.
Avec l’entrée en vigueur du Code de procédure pénale suisse en 2011, la Suisse a adopté ce dernier modèle à l’échelle nationale et supprimé la fonction de juge d’instruction, qui existait encore dans certains cantons.
Parmi les juges d’instruction suisses les plus connus figure Carla Del Ponte, notamment pour ses enquêtes sur la mafia sicilienne en Suisse. Elle fut ensuite nommée procureure de la Confédération, puis procureure générale de la Confédération, avant de devenir procureure en chef du Tribunal pénal international pour l’ex-Yougoslavie et du Tribunal pénal international pour le Rwanda.